# William H. Upson

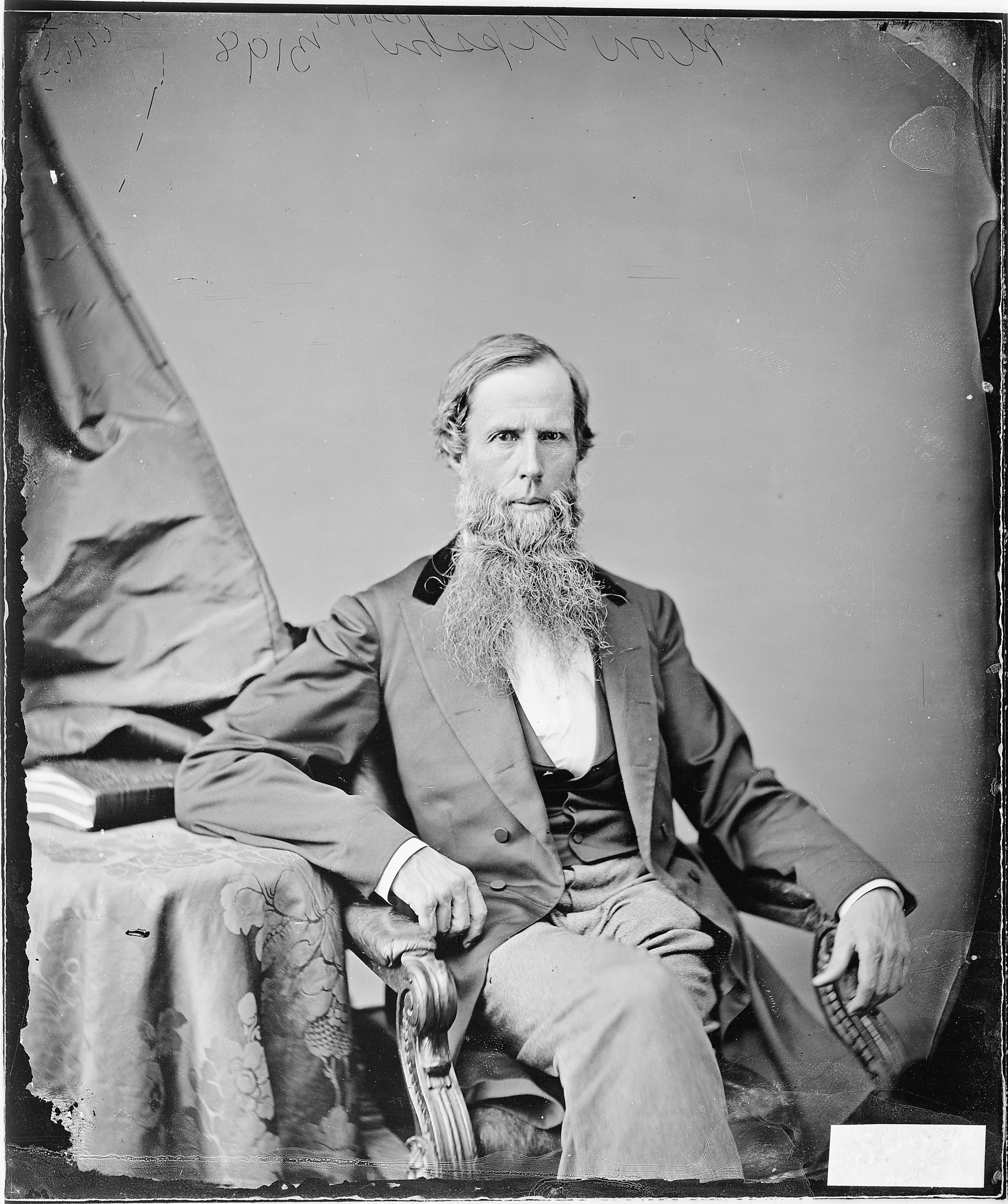
William H. Upson

William Hanford Upson (* 11. Januar 1823 in Worthington, Franklin County, Ohio; † 13. April 1910 in Akron, Ohio) war ein US-amerikanischer Jurist und Politiker. Zwischen 1869 und 1873 vertrat er den Bundesstaat Ohio im US-Repräsentantenhaus.

## Werdegang
William Upson besuchte die Tallmadge Academy und danach bis 1842 das Western Reserve College in Hudson. Nach einem Jurastudium am Yale College sowie in Painesville und seiner 1845 erfolgten Zulassung als Rechtsanwalt begann er ab 1846 in Akron in diesem Beruf zu arbeiten. Zwischen 1848 und 1850 war er Staatsanwalt im dortigen Summit County. Zwischen 1853 und 1855 saß er im Senat von Ohio. Er schloss sich der 1854 gegründeten Republikanischen Partei an. In den Jahren 1864 und 1876 nahm er als Delegierter an deren Republican National Conventions teil, auf denen Abraham Lincoln bzw. Rutherford B. Hayes als Präsidentschaftskandidaten nominiert wurden.
Bei den Kongresswahlen des Jahres 1868 wurde Upson im 18. Wahlbezirk von Ohio in das US-Repräsentantenhaus in Washington, D.C. gewählt, wo er am 4. März 1869 die Nachfolge von Rufus P. Spalding antrat.  Nach einer Wiederwahl konnte er bis zum 3. März 1873 zwei Legislaturperioden im Kongress absolvieren. Ab 1871 war er Vorsitzender des Committee on Private Land Claims. Im Jahr 1870 wurde der 15. Verfassungszusatz ratifiziert. 1872 verzichtete William Upson auf eine weitere Kandidatur.
Im Jahr 1883 wurde er beisitzender Richter am Supreme Court of Ohio; von 1884 bis 1894 war er Richter am Circuit Court of Ohio. Danach praktizierte er wieder als privater Rechtsanwalt. Er starb am 13. April 1910 in Akron, wo er auch beigesetzt wurde.